# Princes Town (Trinidad und Tobago)
Princes Town ist eine Stadt auf der Insel Trinidad. Sie ist Sitz der Verwaltungseinheit Princes Town und befindet sich im südwestlichen Teil der Insel, circa 50 Kilometer südlich der Hauptstadt Port of Spain und circa zehn Kilometer östlich der Küstenstadt San Fernando. 1997 betrug die Einwohnerzahl rund 12.000.

## Geschichte
Spanische Mönche des Kapuzinerordens erbauten 1687 eine Missionsstation auf dem heutigen Stadtgebiet. Die Mission trug den Namen La Mission de Savana Grande. Bis 1815 bestand der Ort lediglich aus der Mission sowie Wohngebäuden für die Mönche und die konvertierten Indianer. Die Mission produzierte so viele Agrarprodukte, dass sie an den camino real, das königliche Wegenetz zwischen den noch wenigen Orten Trinidads, angeschlossen wurde.
1797 übernahmen die Briten Trinidad von den Spaniern. 1815 siedelte Gouverneur Ralph Woodford in unmittelbarer Umgebung der Mission ehemalige schwarze Soldaten des Britisch-Amerikanischen Krieges an, wodurch die Mission zu einem Ort wurde, der bis 1880 schlicht als Mission bezeichnet wurde. Spanier, Franzosen und ehemalige Sklaven siedelten sich an; hauptsächlich wurde Zuckerrohr angebaut.
Am 5. März 1859 wurde eine Eisenbahnstrecke von der Kings Wharf in San Fernando, die 1817 als Werft und Hafen gebaut worden war, zur Mission eröffnet. Die Eisenbahn sollte landwirtschaftliche Erzeugnisse des Südwestens Trinidads, der historisch als die Naparimas bezeichnet wird, wie zum Beispiel Zuckerrohr, zum Hafen transportieren. Bis 1920 lief die Bahnlinie unter dem Namen Cipero Tramroad, bis sie von der Trinidad Government Railway übernommen wurde. Ab 1884 wurde die Linie auch regelmäßig für Fahrgäste, meist Plantagenarbeiter, genutzt.

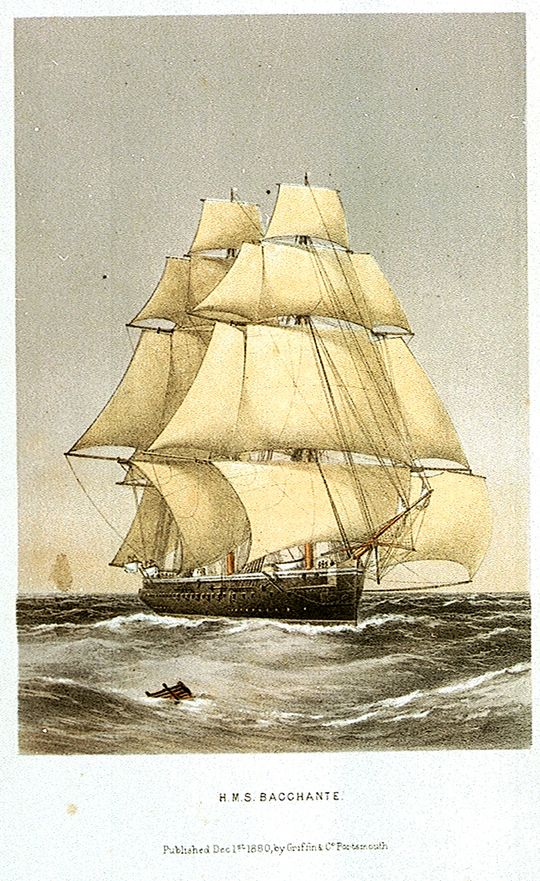
Die HMS Bacchante am 1. Dezember 1880, Gemälde von William Frederick Mitchell

Die Umbenennung des Ortes in Princes Town erfolgte durch ein Ereignis am 17. Januar 1880. In San Fernando ankerte die HMS Baccante, ein Panzerschiff der Royal Navy. Das Schiff war in den Jahren 1879 bis 1882 auf einer dreijährigen Weltreise, an Bord die Prinzen George und Albert Victor, Söhne des späteren Königs Eduard VII. und Enkel von Königin Victoria. Bei einem Landgang wurde an der Kreuzung, die Walter Raleigh auf seiner Reise 1595 zum Caroni River passiert hatte, auf dem Hof der anglikanischen Kirche St. Stephen’s von den beiden Prinzen jeweils ein gelbblühender Trompetenbaum (Poui Tree) der Gattung Tabebuia gepflanzt. Zu Ehren der beiden Prinzen wurde der Ort umbenannt. Die Bäume stehen noch heute.
Im Februar 1884 erfassten die unter dem Namen Canboulay Riots bekannt gewordenen Aufstände von befreiten Sklaven auch Princes Town. Die britische Polizei hatte versucht, Karnevalsmusik mit Gewalt zu unterbinden. Zum Ende des 19. Jahrhunderts hin entwickelte sich Princes Town zu einem Zentrum der trinidadischen Hühnerzucht.

## Klima

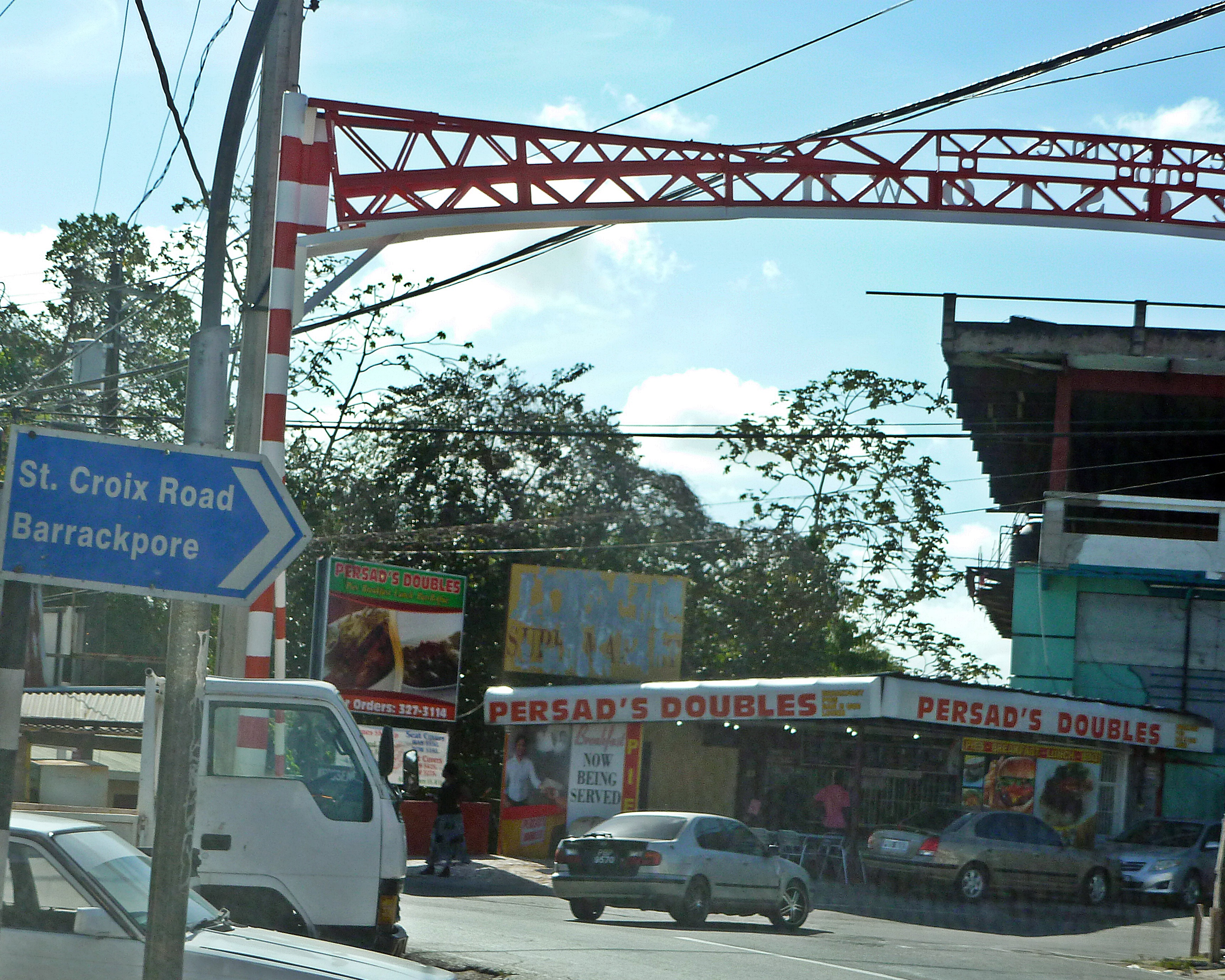
Kreuzung in Princes Town, 2016

|                        | Jan  | Feb  | Mär  | Apr  | Mai  | Jun  | Jul  | Aug  | Sep  | Okt  | Nov  | Dez  |   |      |
| Mittl. Temperatur (°C) | 24,7 | 24,8 | 25,2 | 26,1 | 26,6 | 26,2 | 25,9 | 26,1 | 26,5 | 26,3 | 25,9 | 25,2 | ⌀ | 25,8 |
| Mittl. Tagesmax. (°C)  | 29,0 | 29,4 | 29,9 | 30,8 | 30,7 | 30,0 | 29,8 | 30,3 | 30,8 | 30,6 | 30,2 | 29,5 | ⌀ | 30,1 |
| Mittl. Tagesmin. (°C)  | 20,4 | 20,2 | 20,6 | 21,5 | 22,5 | 22,4 | 22,1 | 22,0 | 22,2 | 22,1 | 21,7 | 20,9 | ⌀ | 21,6 |
|                        |      |      |      |      |      |      |      |      |      |      |      |      |   |      |
| Niederschlag (mm)      | 90   | 47   | 49   | 60   | 105  | 209  | 217  | 243  | 173  | 159  | 209  | 158  | Σ | 1719 |

| 20,4 |

| 20,2 |

| 20,6 |

| 21,5 |

| 22,5 |

| 22,4 |

| 22,1 |

| 22,0 |

| 22,2 |

| 22,1 |

| 21,7 |

| 20,9 |

| 20,4 |

| 20,2 |

| 20,6 |

| 21,5 |

| 22,5 |

| 22,4 |

| 22,1 |

| 22,0 |

| 22,2 |

| 22,1 |

| 21,7 |

| 20,9 |

## Politik
Princes Town ist einer von 41 Wahlbezirken bei Wahlen für das Repräsentantenhaus. Bei den Wahlen am 7. September 2015 wurde für Princes Town Barry Padarath von der Partei United National Congress (UNC) gewählt als Nachfolger von Nela Khan (UNC), die von ihrer Partei nicht mehr aufgestellt worden war.

## Kultur
Eine öffentliche Bücherei befindet sich in der High Street. In Princes Town gab es ein Kino, das Globe Cinema an der Railway Road, das aber in den frühen 2000er-Jahren geschlossen wurde.

## Verkehr
Es gibt Busse und Taxis. Nach Mayaro über San Fernando gibt es Maxi taxis genannte Minibusse. Sie sind an einem schwarzen Streifen auf der Lackierung zu erkennen.

## Bildung und Gesundheit
Neben mehreren Grundschulen gibt es in Princes Town auch weiterführende Schulen. Das anglikanische St Stephen’s College, benannt nach dem heiligen Stephanus, wurde 1943 vom Geistlichen Herbert Bindley-Taylor gegründet und 1958 staatlich anerkannt. Westlich der Stadt befindet sich die Princes Town West Secondary School, die bis 2009 Princes Town Senior Comprehensive hieß und ein Gebäude für die jüngeren (Junior) und eines für die älteren (Senior) Schüler hat. Die Fußballmannschaft der Princes Town West Secondary School spielt in der Secondary Schools Football League (SSFL).
Princes Town verfügt mit der Princes Town District Health Facility an der Circular Road über ein Krankenhaus.

## Persönlichkeiten

### Söhne und Töchter der Stadt
- Joseph A. (Joe) Small (1892–1958), Cricketspieler, Nationalspieler von 1928 bis 1930
- Prior Jones (1917–1991), Cricketspieler, Nationalspieler von 1947 bis 1952
- Mighty Spoiler (1926–1960), eigentlich Theophilus Philip, Calypsosänger
- Yolande Pompey (1929–1979), Boxer
- Basdeo Panday (1933–2024), Politiker, von 1995 bis 2001 Premierminister von Trinidad und Tobago
- Robin Singh (* 1963), Cricketspieler, Nationalspieler für Indien von 1998 bis 2001
- Andrei Pacheco (* 1984), Fußballspieler
- Shahdon Winchester (* 1992), Fußballspieler

### Persönlichkeiten, die vor Ort gewirkt haben
- Percy Cox (* 1878 auf der Foster Hall Plantation, Saint Joseph, Barbados; † 1918 in Princes Town), Cricketspieler, Nationalspieler 1896 bis 1906